# Tuvaluanska
Tuvaluanska (eget namn Te ’gana Tūvalu) är ett polynesiskt språk som talas främst på Tuvalu, och av utvandrare därifrån. Språket förstås av talare av tokelauanska. Tuvaluanska är tillsammans med engelska officiellt språk i Tuvalu. Antal talare är cirka 11 000..
Språket skrivs med latinska alfabetet. Bibeln i sin helhet översattes till tuvaluanska år 2016.

## Dialekter
Dialekterna skiljer sig lite åt mellan de olika öarna i Tuvalu. Man brukar dela upp språket i två huvuddialekter, en nordlig och en sydlig.. Den sydliga, i synnerhet den som talas på huvudatollen Funafuti, brukar ofta betraktas som den mer "standardspråkliga".

## Fonologi

### Konsonanter
|          | Bilabial | Alveolar | Velar | Glottal |
| -------- | -------- | -------- | ----- | ------- |
| Nasal    | m        | n        | ŋ     |         |
| Klusil   | p        | t        | k     |         |
| Frikativ | f \| v   | s        |       | h       |
| Lateral  |          | l        |       |         |

Källa:

### Vokaler
|              | Främre | Central | Bakre |
| ------------ | ------ | ------- | ----- |
| Sluten       | i      |         | u     |
| Mellansluten | e      |         | o     |
| Öppen        |        | a       |       |

Källa:

## Grammatik
Ordföljden är ganska flexibel. Ofta använder man sig av VSO. Dock kan man ofta ändra på denna, om man vill betona något. Därför är det vanligt med ordföljder som OSV eller VOS. Även SVO är tämligen vanligt förekommande.
Tuvaluanska använder sig ofta av ergativa konstruktioner. Det innebär att subjektet i en transitiv sats märks (i de flesta fall) med en särskild partikel, nee (eller e, i vissa dialekter), medan subjektet i en intransitiv sats, liksom det direkta objektet i en transitiv sats, är omarkerade. 